# San Fernando partido
San Fernando egy partido Argentína középpontjától keletre, Buenos Aires tartományban. Székhelye San Fernando.

## Népesség
A partido népessége a közelmúltban a következőképpen változott:
| Év   | Lakosság |
| ---- | -------- |
| 2001 | 149 994  |
| 2010 | 163 240  |